# Boissy-Saint-Léger
Boissy-Saint-Léger es una comuna francesa situada en el  departamento de Valle del Marne, de la región de Isla de Francia. Es la cabecera (bureau centralisateur en francés) del cantón de Plateau briard.

## Geografía
Está ubicada a 15 km al sureste de París.

## Demografía
| 370 | 503 | 517 | 506 | 565 | 626 | 670 | 609 | 628 | 682 | 846 | 927 | 764 | 867 | 846 | 899 | 961 | 1 088 | 1 149 | 1 201 | 1 109 | 1 250 | 1 754 | 2 537 | 2 599 | 2 640 | 3 199 | 4 146 | 5 128 | 9 372 | 12 733 | 15 120 | 15 289 | 15 894 | 15 922 |
| Para los censos de 1962 a 1999 la población legal corresponde a la población sin duplicidades (Fuente: INSEE [Consultar]) |     |     |     |     |     |     |     |     |     |     |     |     |     |     |     |     |       |       |       |       |       |       |       |       |       |       |       |       |       |        |        |        |        |        |

## Transportes
Boissy-Saint-Léger es servido por una estación en la línea A del RER de la región parisina.